# Goku Midnight Eye
Goku Midnight Eye (Midnight Eye ゴクウ lit. Goku ojo de medianoche?), es un manga creado por Buichi Terasawa acerca de un detective llamado Goku Furinji (风林寺 Fūrinji Gokū?), que obtiene un implante de ojo cibernético que puede controlar cualquier sistema informático. El manga ha sido publicado en inglés por ComicsOne y DrMaster, mientras que en España ha sido publicado por Otakuland.
Parte del manga fue adaptado en dos OVA, dirigido por Yoshiaki Kawajiriy y lanzado en VHS por Urban Vision, sin embargo, la empresa ha perdido los derechos del OVA. Tras el cierre de Urban Vision, Discotek Media obtuvo la licencia para Norteamérica, Manga Entertainment lo lanzó en el Reino Unido, Australia y en Francia. También ha sido licenciado en España por Manga Films. Solo recientemente, en 2008, se lanzó el DVD en Japón.

## Argumento
Goku Furinji (风林寺 Fūrinji Gokū?) es un expolicía que se dedica a trabajar como detective privado en el Tokio futurista del año 2014. Un día, mientras investiga las sospechosas muertes consecutivas de los policías que eran miembros de su antiguo escuadrón, se ve involucrado en una conspiración que involucra a individuos poderosos y muy influyentes que envían poderosos asesinos a deshacerse de él. Intentando escapar por carretera de uno de ellos, que poseía poderes hipnóticos, Goku se arranca su ojo izquierdo para evitar ser controlado, sin embargo no puede evitar estrellarse en su auto y caer al mar.
Tras esto despierta en una habitación oscura donde una voz misteriosa le dice que lo ha salvado y reemplazado su ojo perdido por uno artificial ya que logró impresionarlo al cegarse él mismo para sobrevivir, por ello en su lugar ha colocado un implante robótico que es en realidad una supercomputadora con el poder de acceder a todos los sistemas tecnológicos del planeta, por lo que Goku a partir de ahora solo necesita desearlo para controlar la tecnología que desee. La voz también señala que no tiene interés en controlar a Goku, solo curiosidad por ver como actuará con ese dispositivo, aún si desea destruir el mundo por capricho, solo debe disparar todos los silos nucleares y podrá hacerlo. Finalmente le regala un Bō cibernético retráctil que puede controlar con su nuevo ojo.
Ahora armado con su Bō y con todas las máquinas computarizadas bajo su control, Goku regresa a la ciudad para enfrentar a sus enemigos, vengar a sus amigos y resolver los casos de quien contrata su ayuda.

## Arcos del manga
La serie se divide en siete arcos independientes:
1. Yoko
2. Ryoko
3. Leila
4. La Noche de la oscuridad
5. La Ciudad Flotante
6. Cassandra, la chica demoníaca
7. Bonnie

## Adaptación animada
En 1989 Toei Animation estrenó en VHS y Laserdisc dos OVA de 60 minutos cada uno basados en el primer y segundo arco del manga respectivamente (Yoko el 27 de enero y Ryoko el 22 de diciembre). El 21 de abril de 2008, la misma empresa lanzó en DVD "Goku Midnight Eye Complete DVD".

### Personal
- Creador: Buichi Terasawa
- Director: Yoshiaki Kawashiri
- Guion: Buichi Terasawa, Nakanishi Ryuzo (OVA II)
- Diseño de personajes: Yoshiaki Kawajiri (OVA I), Hirotsugu Hamasaki
- Director de dibujo: Yoshiaki Kawajiri (OVA I), Hirotsugu Hamasaki
- Diseños mecánicos: Yutaka Okamura (OVA I), Hiroshi Sano (OVA II)
- Director de dibujo: Yutaka Okamura (OVA I), Hiroshi Sano (OVA II)
- Imagen original: Kōji Morimoto, Yutaka Okamura, Ken Koike, Masaki Takei y otros.
- Director de arte: Akira Yamakawa (OVA I), Mutsuo Ozeki (OVA II)
- Antecedentes: Kazuo Oga y otros
- Música: Takekawa Yukihide · KAZZ TOYAMA
- Director acústico: Masumi Mima
- Producción de animación: Madhouse
- Producción: スコラ (Schola)・Buichi Terasawa・Toei Animation

### Ending
- Título: 「Fighting In The Danger」
- Intérprete: Katsuragi Yuki
- Letra: Osami Okamoto
- Composición: Suzuki Kisaburo
- Arreglos: Kazuo Shiina